# Bistum San Ignacio de Velasco
Das Bistum San Ignacio de Velasco (lateinisch Dioecesis Sancti Ignatii Velascani, spanisch Diócesis de San Ignacio de Velasco) ist eine in Bolivien gelegene römisch-katholische Diözese mit Sitz in San Ignacio de Velasco.

## Geschichte
Das Bistum San Ignacio de Velasco wurde am 27. Januar 1930 aus Gebietsabtretungen des Bistums Santa Cruz de la Sierra als Apostolisches Vikariat Chiquitos errichtet. Das Apostolische Vikariat Chiquitos gab am 13. Dezember 1951 Teile seines Territoriums zur Gründung des Apostolischen Vikariates Ñuflo de Chávez ab.
Am 3. November 1994 wurde das Apostolische Vikariat Chiquitos zum Bistum erhoben. Zudem wurde der Name des Bistums in Bistum San Ignacio de Velasco geändert. Das Bistum San Ignacio de Velasco ist dem Erzbistum Santa Cruz de la Sierra als Suffraganbistum unterstellt.

## Ordinarien

### Apostolische Vikare von Chiquitos
- Berthold Bühl OFM, 8. Januar 1931 – 1941
- Juan Tarsicio Senner OFM, 25. Februar 1942 – 1949, dann Weihbischof im Erzbistum Sucre
- José Calasanz Rosenhammer OFM, 12. Mai 1949 – 21. August 1974
- Bonifaz Madersbacher OFM, 21. August 1974 – 3. November 1994

### Bischöfe von San Ignacio de Velasco
- Bonifaz Madersbacher OFM, 3. November 1994 – 29. Juli 1995
- Carlos Stetter, 29. Juli 1995 – 4. November 2016
- Robert Herman Flock Bever, seit 4. November 2016